# Friedrich Schade (Politiker)
Friedrich Peter Conrad Schade, auch kurz Fritz Schade (* 27. Januar 1846 in Merzhausen; † nach 1892), war ein hessischer Gutspächter und Politiker (NLP, Freisinn) und Abgeordneter der 2. Kammer der Landstände des Großherzogtums Hessen.
Friedrich Schade war der Sohn des Ökonomen Daniel Schade und dessen Ehefrau Elisabeth, geborene Grünwald. Schade, der evangelischen Glaubens war, war Gutspächter in Altenburg und heiratete am 13. Oktober 1870 in Alsfeld Mathilde geborene Kalbfleisch. Als Landwirt machte er sich als Neuerer im Bereich der Milchwirtschaft verdient.
Schade saß im Rat des Kreises Alsfeld und der Provinzialkommission Oberhessen. Von 1881 bis 1893 war er Mitglied der Zweiten Kammer der Landstände des Großherzogtums Hessen für den Wahlbezirk Oberhessen 8/Alsfeld-Land (Provinz Oberhessen). Zu dieser Zeit nahm der Einfluss von Landwirten im Hessischen Landtag zu und Schade war ein Beispiel dafür. Während der Steuerdebatten von 1882 bis 1884 gehörte er zu den vehementesten Verfechtern der Interessen des ländlichen Mittelstandes. Er setzte sich auch gegen Wucher auf dem Lande ein. 1893 wurde er Vorsitzender der lokalen Vertretung des neu gegründeten Bundes der Landwirte. Daraufhin wurde er 1893 und 1898 nicht mehr in den Landtag gewählt. Auch seine Kandidatur für den Reichstag 1898 im Wahlkreis Alsfeld-Lauterbach-Schotten schlug fehl.

## Veröffentlichungen
- Der Wucher auf dem Lande im Grossherzogtum Hessen, Schriften des Vereins für Socialpolitik, 37, 1887, S. 65–83.